# アーロン・マルティン
アーロン・マルティン・カリコル（Aarón Martín Caricol 、1997年4月22日 - ）は、スペイン・バルセロナ県ムンマロー出身のサッカー選手。ジェノアCFC所属。ポジションはDF。

## 経歴

### クラブ
2005年にRCDエスパニョールのカンテラに入団。2016年10月2日、ラ・リーガのビジャレアルCF戦でトップチームデビュー。
2018年8月6日、1.FSVマインツ05にレンタル移籍。11月5日、1.FSVマインツ05に完全移籍し、2023年までの契約を締結した。
2020年12年31日、セルタ・デ・ビーゴへのローン移籍が発表された。

### 代表
年代別のスペイン代表歴がある。
2016年12月28日、カタルーニャ代表としてチュニジア代表との親善試合に出場した。

## タイトル

### 代表
U-19スペイン代表
- UEFA U-19欧州選手権 : 1回 (2015)

U-21スペイン代表
- UEFA U-21欧州選手権 : 1回 (2019)